# اتفاقية باماكو
اتفاقية باماكوهي اتفاقية تحظر استيراد أي نفايات خطرة (بما في ذلك النفايات المشعة) إلى أفريقيا، والتحكم في حركتها عبر الحدود، وإدارة النفايات الخطرة إدارة سليمة داخل أفريقيا. تم التفاوض على الاتفاقية من قبل اثنتي عشر دولة من منظمة الوحدة الأفريقية في باماكو، مالي في يناير عام 1991، ودخلت حيز التنفيذ في عام 1998.

## خلفية
الدافع لاتفاقية باماكو نشأ عن فشل اتفاقية بازل لحظر تجارة النفايات الخطرة والحد من نقلها إلى الدول النامية، وبعدما تبين أن العديد من الدول المتقدمة تقوم بتصدير النفايات السامة إلى أافريقيا. وقد تعزز هذا الانطباع في عدد من الحالات البارزة. أهمها، تلك التي وقعت في عام 1987، والمتعلقة باستيراد نيجيريا نفايات خطرة من شركة Ecomar وJelly Wax الإيطالية
تستخدم اتفاقية باماكو شكل ولغة مماثلة لتلك التي استخدمت في اتفاقية بازل، ولكن أقوى بكثير في حظر جميع الواردات من النفايات الخطرة. بالإضافة إلى ذلك، فإنه لا استثناءات في بعض النفايات الخطرة (مثل تلك المواد المشعة) التي تضمنتها اتفاقية بازل.